# Ngampilan (plaats)
Ngampilan is een bestuurslaag in het regentschap Jogjakarta van de provincie Jogjakarta, Indonesië. Ngampilan telt 8852 inwoners (volkstelling 2010).